# Václav Hlouch
Václav Hlouch (8. listopadu 1933, Lipník – 21. března 2008, Praha-Řepy) byl český římskokatolický kněz a dlouholetý duchovní správce v Mladé Boleslavi (od roku 1999 arciděkan). Jeho strýcem byl českobudějovický biskup prof. Josef Hlouch.

## Život
Studium na třebíčském gymnáziu ukončil v roce 1951 maturitou. Protože odmítl podepsat prohlášení o zřeknutí se víry, nemohl být přijat na žádnou vysokou školu a pracoval tedy tři roky v zemědělství (také jako traktorista). Po vykonání základní vojenské služby (1954–1956) byl přijat ke studiu v litoměřickém kněžském semináři. Kněžská studia dokončil v roce 1961 a 25. června téhož roku byl Eduardem Nécseyem v Litoměřicích vysvěcen na kněze. Jeho primice, kterou sloužil 9. července 1961 v Lipníku, se přes deštivé počasí zúčastnilo asi pět tisíc lidí.
Od 1. srpna 1961 do 30. června 1966 působil jako kaplan v Liberci a od 1. července 1966 byl pak ustanoven administrátorem v Nymburku a administrátorem excurrendo ve farnosti Veleliby. Hodně se věnoval dětem, které po každé nedělní mši v sakristii seznamoval s katechismem, neboť náboženství ve školách tehdy nebylo možné vyučovat.
V roce 1970 obdržel od litoměřického biskupa Štěpána kardinála Trochty pochvalný dekret a privilegium nosit synodalie.
K 1. červenci 1983 byl přeložen do Mladé Boleslavi a současně ustanoven okrskovým vikářem mladoboleslavského vikariátu.
Od 1. února 1999 byl jmenován arciděkanem v Mladé Boleslavi, kterým zůstal (s výjimkou období od 1. července 1999 do 31. října 1999, kdy byl farářem v Plazech) až do roku 2005. Dne 26. května 1999 byl také jmenován čestným kanovníkem Katedrální kapituly u sv. Štěpána v Litoměřicích. Kvůli nemoci byl k 1. červenci 2005 uvolněn z funkce mladoboleslavského arciděkana (zůstal však tamním výpomocným duchovním) a již v létě 2005 byl operován. Zbytek života strávil v nemocnici a posléze v Domově sv. Karla Boromejského v pražských Řepích, kde také zemřel. Po posledním rozloučení dne 28. března 2008 v kostele Nanebevzetí Panny Marie v Mladé Boleslavi byl pohřben do kněžské hrobky na mladoboleslavském starém hřbitově.